# Porsche Club of America
Porsche Club of America (Porsche Clube da América) é uma entidade (fã-clube) destinada a adoradores da marca Porsche, sendo o maior dos clubes deste veículo no mundo. Localizado em  Washington (D.C.), atende a associados dos Estados Unidos e Canadá, organizando eventos como: rally´s, corridas, autoslalom´s, desfiles e paradas, entre outros.

## História
Fundado em 13 de setembro de 1955 por Bill Sholar e um pequeno grupo de apaixonados proprietários de um Porsche (doze pessoas ao total), em uma nova reunião no dia 31 de janeiro de 1956, o clube já possuia 189 associados.
Com o aumento gradativo de interessados em associar-se ao clube e em diferentes estados americanos, logo organizou-se novos entidades, denominadas de Regiões, mas sempre amparadas pela administração do Porsche Club of America, como o Riesentöter Region, em 1957, o Sacramento Valley Region, em 1962, o Palmetto Region, em 1969 ou o Grand Prix Region, aberto em 1981.
O primeiro fã-clube do veículo foi criado em 1952 na alemanha: o Porsche Club Hohensyburg, na cidade de Vestfália.